# Tangled (2001)
Tangled (bra: A Traição; prt: Tangled - Trama dos Sentidos, ou apenas Trama de Sentidos) é um filme estadunidense de 2001, dos gêneros drama e suspense, dirigido por Jay Lowi, com roteiro de Jeffrey Lieber, Michael Shapiro e Shawn Simons.
Lançado diretamente em DVD, este filme marca a estreia de Lowi como diretor.

## Sinopse
Depois de disputar o coração de Jenny com o amigo Alan, David acorda num hospital e se depara com uma investigadora de polícia, pela qual fica sabendo que os dois estão desaparecidos.

## Elenco
- Rachael Leigh Cook ...  Jenny Kelley
- Shawn Hatosy ...  David Klein
- Jonathan Rhys Meyers ...  Alan Hammond
- Estella Warren ...  Elise Stevens
- Lorraine Bracco ...  invest. Anne Andersle
- Dwayne Hill ...  invest. Denny Nagle
- Joyce Gordon ...  Kara
- Jane Moffat ...  bibliotecária
- Robert McKenna ...  tio Finch
- Robert Graham Gray ... jovem